# Jeyland Mitchell
Jeyland Mitchell, né le 29 septembre 2004 à Puerto Limón au Costa Rica, est un footballeur international costaricien qui joue au poste de défenseur central au Feyenoord Rotterdam.

## Biographie

### En club
Né à Puerto Limón au Costa Rica, Jeyland Mitchell commence le football à l'âge de trois ans puis est formé par le club local du Limón FC. Il rejoint en 2020 le Deportivo Saprissa mais n'y reste que quatre mois avant de retourner au Limón FC. Entre temps il pratique également le Basket-ball où il se montre à son avantage, notamment grâce à sa taille mais il est convaincu par sa mère et ses grands-parents de continuer dans le football.
Mitchell rejoint en juillet 2021 l'AD Guanacasteca. Il joue son premier match en professionnel avec ce club, le 13 octobre 2021, lors d'une rencontre de championnat face au Municipal Grecia. Il est titularisé ce jour-là et son équipe est battue par trois buts à un.
Il inscrit son premier but en professionnel le 23 février 2022, à l'occasion d'une rencontre de championnat contre l'A.D.R. Jicaral (en). Titulaire, il marque sur un service de Brandon Aguilera, et les deux équipes se neutralisent (2-2 score final).
Le 28 juin 2023, il signe en faveur du Municipal Liberia.
En janvier 2024, Jeyland Mitchell rejoint la LD Alajuelense. Le transfert est annoncé dès le 12 décembre 2023 et il signe un contrat d'un an.
Le 8 juillet 2024, Jeyland Mitchell rejoint les Pays-Bas afin de s'engager en faveur du Feyenoord Rotterdam. Il signe un contrat courant jusqu'en juin 2029.

### En sélection
En janvier 2024, Jeyland Mitchell est appelé pour la première fois avec l'équipe nationale du Costa Rica, par le sélectionneur Gustavo Alfaro. Il honore sa première sélection lors de ce rassemblement, face au Salvador, le 2 février 2024. Il entre en jeu à la place d'Alexis Gamboa (en) et son équipe s'impose par deux buts à zéro,.
En juin 2024, Mitchell fait partie de la liste des 26 joueurs costariciens retenus par Gustavo Alfaro pour participer à la Copa América 2024. Lors de cette compétition, Mitchell se fait remarquer dès le premier match contre le Brésil le 25 juin 2024. Titulaire, le défenseur de 19 ans se montre à son avantage alors qu'il est notamment en duel avec Vinícius Júnior, star de la sélection brésilienne. Le Costa Rica parvient à contenir son adversaire et faire match nul sans encaisser de but (0-0 score final),.
Il figure dans la liste du sélectionneur Miguel Herrera afin de participer à la Gold Cup 2025 avec le Costa Rica,.